# Carl Fredrik Hagen
Carl Fredrik Hagen (* 26. September 1991 in Oppegård) ist ein norwegischer Radrennfahrer, der früher als Triathlet aktiv war (U23-Weltmeister Wintertriathlon 2013).

## Sportliche Laufbahn

### Triathlon bis 2013
In seiner Jugend war Carl Fredrik Hagen im Laufsport, Cross-Skilauf und Wintertriathlon aktiv (Crosslauf, Mountainbike und Skilanglauf).
2011 wurde er in Finnland Dritter bei der U23-Weltmeisterschaft Wintertriathlon und er wurde im Februar 2013 in Italien U23-Weltmeister in dieser Disziplin.

### Radsport seit 2013

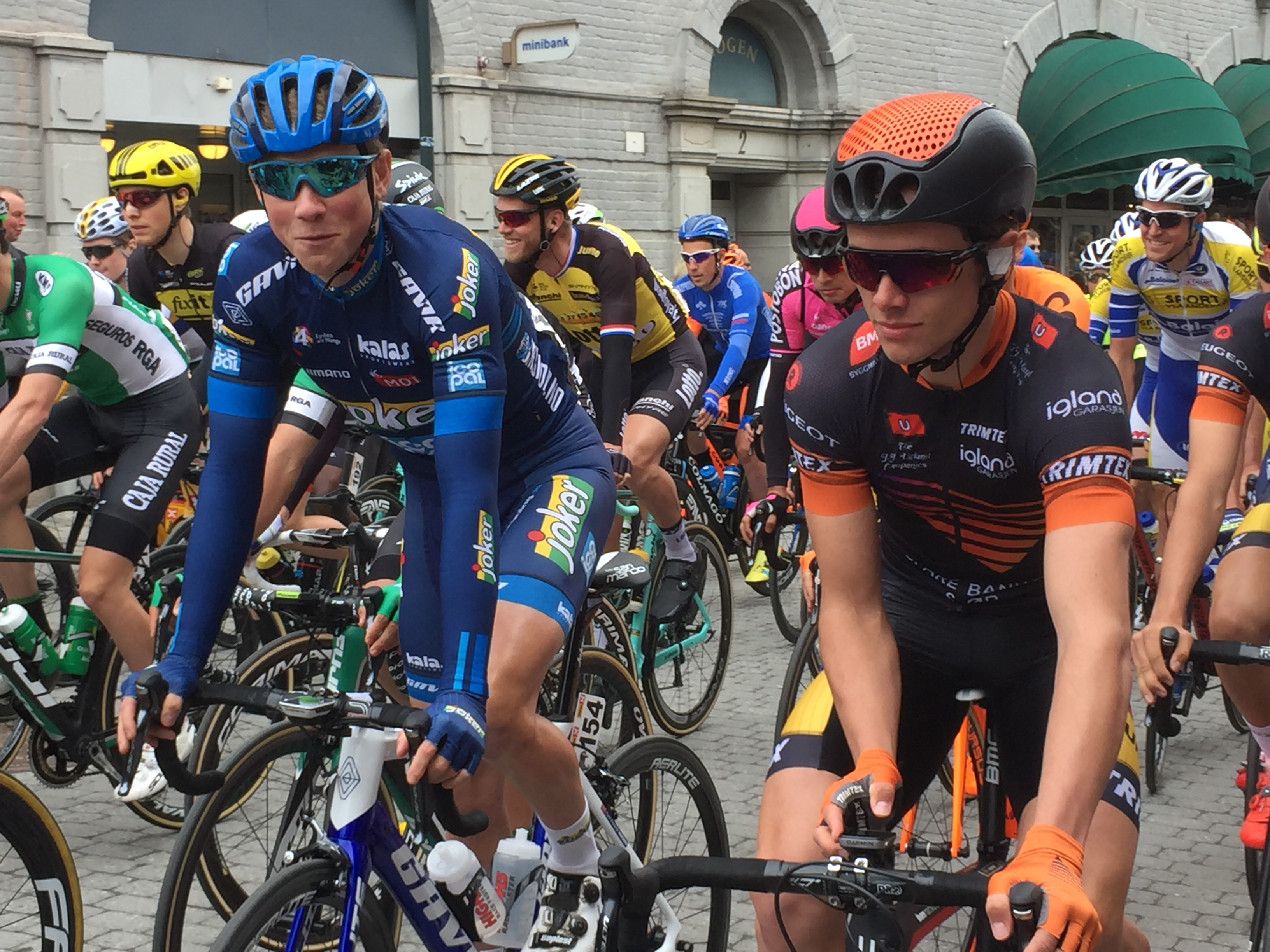
Carl Fredrik Hagen (rechts) bei der Tour of Norway 2017

2013 startete Carl Fredrik Hagen erstmals im Straßenradsport bei den nationalen Meisterschaften, wo er hinter Thor Hushovd den 54. Rang belegte. Von 2015 bis 2018 fuhr er im Radsport für norwegische Continental Teams und gewann mit der dritten Etappe der Tour Alsace 2017 sein erstes internationales Eliterennen auf der Straße und mit der Gesamtwertung der Tour du Jura Cycliste 2018 sein erstes Etappenrennen.
Hierauf wechselte Hagen zum UCI WorldTeam Lotto Soudal, für das er mit der Vuelta a España 2019 seine erste Grand Tour bestritt und als Achter der Gesamtwertung abschloss. Nachdem er ohne weitere Erfolge geblieben war, wechselte er zur Saison 2021 zum Team Israel Start-Up Nation und nach zwei weiteren Jahren ohne zählbare Erfolge zum Q36.5 Pro Cycling Team.

## Erfolge Radsport
2016
- Bergwertung East Bohemia Tour
- Bergwertung Tour des Fjords
- Bergwertung Tour de Bretagne

2017
- eine Etappe Tour Alsace
- Bergwertung Ronde de l’Oise

2018
- Gesamtwertung Tour du Jura Cycliste

## Grand Tour-Platzierungen
| Grand Tour            | 2019 | 2020 | 2021 | 2022 |
| --------------------- | ---- | ---- | ---- | ---- |
| Giro d’ItaliaGiro     | –    | 42   | –    | –    |
| Tour de FranceTour    | –    | –    | –    | –    |
| Vuelta a EspañaVuelta | 8    | –    | –    | 34   |

## Erfolge Wintertriathlon
| Datum/Jahr    | Rang | Wettbewerb                                  | Austragungsort | Zeit     | Bemerkung                       |
| ------------- | ---- | ------------------------------------------- | -------------- | -------- | ------------------------------- |
| 23. Feb. 2013 | 1    | ITU Winter Triathlon World Championship U23 | Cogne          | 01:08:50 | U23-Weltmeister Wintertriathlon |
| 24. März 2012 | 4    | ITU Winter Triathlon World Championship U23 | Jämijärvi      | 01:24:00 |                                 |
| 26. März 2011 | 3    | ITU Winter Triathlon World Championship U23 | Jämijärvi      | 01:13:54 |                                 |